# آيت يوب (اثنين أملو)
آيت يوب هي إحدى مشيخات المملكة المغربية، تتبع جغرافيا لإقليم سيدي إفني وإداريًا لاثنين أملو. يقدر عدد سكانها بـ 1176 نسمة حسب الإحصاء الرسمي للسكان والسكنى لسنة 2004.